# 稲津祇空
稲津祇空（いなづ ぎくう、寛文3年（1663年） - 享保18年4月23日（1733年6月5日））は、江戸時代前期の俳人。通称は伊丹屋五郎右衛門、別号に青流（洞）、敬雨、竹尊者、玉笥山人、有無庵、石霜庵など。
当初談林派俳壇で活動したが、後に松尾芭蕉、宗祇の隠棲的な俳風を志向し、後世法師風と称される一派を築いた。弟に椎本芳室がいる。

## 生涯

### 青流時代
寛文3年（1663年）大坂に生まれる。当初は青流と号し、弟と共に談林派の岡西惟中に師事した。延宝9年（1681年）、讃岐国観音寺興昌寺に山崎宗鑑創建の一夜庵が再建されるに当たり、8月24日に開かれた百韻連衆に加わり、『一夜庵建立縁起』に入句した。これが俳諧師としての初見である。
元禄7年（1694年）ごろ堺に移住し、元禄7年（1694年）9月14日、畦止亭における句会で松尾芭蕉と連座。この後自身が病床に就く間、芭蕉は翌月世を去り、一度きりの対面となった。元禄9年（1696年）初の撰集『住吉物語』を刊行する。この比、師の惟中は俳壇から遠ざっており、専ら椎本才麿の撰集に入句する。
元禄15年（1702年）松木淡々の案内で江戸に向かい、宝井其角らと交わる。のちに其角門下となる。しばらく生活は苦しかったようだが、紀伊国屋文左衛門の後援を得てから、俳諧師としての活動が活発化する。宝永4年（1707年）其角死去に際しては、追善句集『類柑子』編纂に参画した。宝永6年（1709年）5月、貴志沾洲、堀内仙鶴らと大和国に遊んだ。正徳元年（1711年）冬、隅田川畔の庵崎と呼ばれた地の内、向島弘福寺門前に有無庵を構えた。庵号は在原業平『土佐日記』において隅田川で詠まれた句で、言問橋の由来ともなった「名にし負はゞいざ言問はむ都鳥我が思ふ人はありやなしやと」に由来する。

### 祇空時代
正徳4年（1714年）大坂へ帰郷する途中、箱根早雲寺宗祇墓前で柏州和尚の下で剃髪し、宗祇から一字を取って祇空と号した。正徳5年（1715年）江戸に帰り、記念集『みかへり草』を刊行する。正徳6年（1716年）4月3日江戸を出発し、途中烏山城下の常盤潭北と合流して東北地方を巡った。同年9月13日江戸に帰り、浅草橋場に住んだ。享保2年（1717年）この旅を基に『烏糸欄』を刊行した。

### 敬雨時代
享保4年（1719年）京都紫野大徳寺養育院裏清心庵の一角に菩提庵を構えた。『雨の集』を撰じ、夢で敬雨の二字を感得したことから敬雨と号した。享保8年（1723年）甲斐国の鈴木調唯を訪れた。後に飛鳥井町（上京区）に移った。
享保16年（1731年）夏、早雲寺に石霜庵を構え、また玉笥山人と号した。蕉風復古を目指す五色墨、四時観等の会に賛同し、これらの活動に関わった。享保18年4月23日（1733年6月5日）死去。辞世は「この世をばぬらりくらりと死ぬるなり地獄潰しの極楽の助」。遺体は早雲寺に葬られた。享保20年（1735年）富岡八幡宮に祇敬霊神として祇空を祀る祠が建てられ、現在は碑のみ残る。
死後、享保16年（1731年）弟芳室による『石霜庵追善集』、慶紀逸の『六物集』、元文4年（1739年）千鹿『卯花月』、寛延元年（1748年）仲上法策『敬雨十三回忌集』等の追善句集が出され、文政3年（1820年）には青流洞四世を名乗る稲津祇杖が『祇空九十回忌集』を刊行している。

## 人物
隠者然とした人柄で、若い頃から竹を愛し、竹尊者・玉笥山人とも号した。その俳風は「法師風」と呼ばれ、馬田江法策らに継承された。

## 作品
- 元禄8年（1695年）『住吉物語』 - 『俳書叢刊』第5期、『天理図書館綿屋文庫俳書集成』第23巻収録、早稲田大学図書館古典籍総合データベースに中村俊定写本[8]
- 宝永6年（1709年）『百子鈴』 - 紀伊国屋文左衛門こと千山撰とされるが、実質祇空撰[要出典]
- 正徳5年（1715年）『みかへり松』 - 『日本俳書大系』1927年版第9巻、1929年版第19巻、1995年版第10巻収録
- 享保2年（1717年）『烏糸欄』 - 愛知県立大学貴重書コレクション収録[9]
- 享保4年（1719年）『雨の集』